# Meer van Alūksne
Het Meer van Alūksne (Lets: Alūksnes ezers) is een meer gesitueerd aan de plaats Alūksne in de gemeente Alūksne, Letland. Het meer is het op tien na grootste meer van Letland. Het diepste punt van het meer is 15,2 meter, terwijl de gemiddelde diepte 7,1 meter is. Het meer bevat twaalf verschillende soorten vissen. Het meer dient als bron van de Alūksnerivier, een zijarm van de Pededze. 
In het meer liggen vijf eilanden, waarvan de grootste bekend is door haar kasteel, het historische Marienburg. Dit eiland heet tegenwoordig "Kasteeleiland", maar heette voorheen St. Marie-eiland.